# Edgar Buckingham
Edgar Buckingham (Filadelfia, Estados Unidos, 8 de julio de 1867-Washington D. C., EE. UU., 29 de abril de 1940) fue un físico estadounidense.
Se graduó en física en la Universidad de Harvard en el año 1887, formación que continuó en la Universidad de Estrasburgo y en la Universidad de Leipzig, donde estudió bajo la tutela del químico Wilhelm Ostwald y donde finalmente se doctoró en 1893. Trabajó en la Oficina de Suelos del Departamento de Agricultura de los Estados Unidos (USDA Bureau of Soils) entre 1902 y 1906 como físico del suelo. Asimismo, trabajó en la National Bureau of Standards, actual Instituto Nacional de Estándares y Tecnología de EE. UU., entre 1906 y 1937. Sus especialidades incluían la física del suelo, los gases y sus propiedades, la acústica, la mecánica de fluidos y la radiación de cuerpos negros. En el campo del análisis dimensional, fue el autor del teorema pi, llamado también teorema π de Vaschy-Buckingham en su honor.
Sus estudios acerca de la física del suelo tuvieron como temas principales la aireación del suelo y la hidratación del suelo. En cuanto al primero, se centró en la pérdida de dióxido de carbono en los suelos y en su sustitución por oxígeno. Dedujo que la difusión de los gases en el suelo no dependía de manera significativa de la estructura ni de la composición del terreno, ni tampoco de su contenido en agua. Sus investigaciones acerca del agua del suelo son más conocidas y le otorgaron mayor relevancia. Su trabajo Studies on the movement of soil moisture, publicado en 1907, se divide en tres partes, en las que trata la evaporación de agua desde el inferior de una capa de terreno, la desecación de suelos en condiciones secas y húmedas y, por último, los flujos insaturados y los efectos de la capilaridad y las interacciones moleculares entre agua y suelo. En esta última parte tiene su origen el concepto de potencial hídrico.